# Mastro Titta
Giovanni Battista Bugatti, detto Mastro Titta (Senigallia, 6 marzo 1779 – Roma, 18 giugno 1869), è stato un boia italiano dello Stato Pontificio, noto anche in romanesco come "er boja de Roma".

## Biografia
La sua attività d'incaricato delle esecuzioni su condannati a morte durò ben 68 anni; iniziò all'età di 17 anni, il 22 marzo 1796, poi sino al 1864 raggiunse la cifra di 514 uccisioni: sul proprio taccuino Bugatti annotò 516 nomi di giustiziati, ma dal conto vengono sottratti due condannati, uno perché fucilato e l'altro perché impiccato quindi squartato dall'aiutante, per una media dunque di 7 condanne annue. Egli operò anche sotto il dominio francese, in cui compì 55 esecuzioni del totale. 
Le sue prestazioni sono infatti tutte annotate in un elenco che arriva fino al 17 agosto 1864, quando ormai all'età di 85 anni, venne sostituito da Vincenzo Balducci e papa Pio IX gli concesse la pensione, con un vitalizio mensile di 30 scudi.

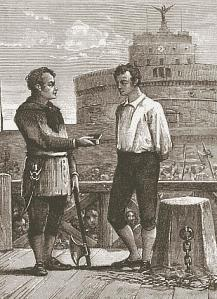
Mastro Titta offre una presa di tabacco a un condannato prima dell'esecuzione

Mastro Titta eseguiva sentenze in tutto il territorio pontificio. Un anonimo autore del XIX secolo scrisse una sua finta autobiografia, intitolata Mastro Titta, il boia di Roma: Memorie di un carnefice scritte da lui stesso, nella quale gli fa descrivere in questo modo l'inizio della sua attività di giustiziere al servizio di Sua Santità: «... (omissis) impiccando e squartando a Foligno Nicola Gentilucci, un giovinotto che, tratto dalla gelosia, aveva ucciso prima il prete di Cannaiola di Trevi e il suo cocchiere, poi, costretto a buttarsi alla macchia, grassato due frati». Tale episodio ha ispirato il romanzo I topi del Papa, scritto da un discendente del Gentilucci. La finta autobiografia, scritta e pubblicata anni dopo la presa di Roma e la morte del Bugatti, è scritta in chiave anticlericale e presenta Mastro Titta come un cinico e freddo assassino, mano spietata del governo del papa.
A Valentano, presso l'archivio storico, è reperibile la testimonianza della sua prima esecuzione nella località di Poggio delle Forche, scritta in prima persona: «Il 28 marzo 1797, mazzolai e squartai in Valentano Marco Rossi, che aveva ucciso suo zio e suo cugino per vendicarsi della non equa ripartizione fatta di una comune eredità».
Il nomignolo dato al Bugatti fu poi esteso anche ai suoi successori: in alcune terre che fecero parte dello Stato Pontificio, ma a Roma in particolar modo, la locuzione mastro Titta è sinonimo di boia.
Nei lunghi periodi di inattività, svolgeva il mestiere di venditore di ombrelli, sempre a Roma. Il boia viveva nella cinta vaticana, sulla riva destra del Tevere, nel rione Borgo, al numero civico 4 di Vicolo del Campanile.
Era malvisto dai propri concittadini; tanto che gli era vietato, per prudenza, recarsi nel centro della città, dall'altro lato del Tevere (donde il proverbio "Boia nun passa Ponte", a significare "ciascuno se ne stia nel proprio ambiente"). Siccome a Roma le esecuzioni capitali pubbliche decretate dal papa, soprattutto quelle esemplari, non avvenivano nel borgo papalino ma sull'altra sponda del Tevere - in Piazza del Popolo o a Campo de' Fiori o nella piazza del Velabro (dove Monicelli ha ambientato l'esecuzione del brigante don Bastiano nella pellicola cinematografica Il marchese del Grillo) - in eccezione al divieto, il Bugatti doveva attraversare il Ponte Sant'Angelo per andare a prestare i propri servigi. Questo fatto diede origine all'altro modo di dire romano, Mastro Titta passa ponte, a significare che quel giorno era in programma l'esecuzione di una sentenza capitale.
Il 19 maggio 1817, George Gordon Byron si trovava in piazza del Popolo mentre tre condannati (Giovanni Francesco Trani, Felice Rocchi e Felice De Simoni) venivano decapitati: il poeta descrisse questa esperienza in una lettera indirizzata al suo editore John Murray.
Lo scrittore inglese Charles Dickens, durante il viaggio che compì in Italia fra il luglio 1844 ed il giugno dell'anno successivo, mentre era di passaggio a Roma, nella giornata di sabato 8 marzo 1845, assistette a un'esecuzione in via de' Cerchi effettuata dal Bugatti, che commentò nel suo libro Lettere dall'Italia.
Il mantello scarlatto che Mastro Titta indossava durante le esecuzioni è conservato nel Museo Criminologico di Roma.

### Persone giustiziate da Mastro Titta
Lista incompleta: sono qui riportate le note redatte dal Bugatti, il quale aveva l'abitudine di registrare le esecuzioni compiute. Si deve ad Alessandro Ademollo il ritrovamento di questo documento che venne pubblicato per la prima volta da Lapi in Città di Castello nel 1886. 
| Data                | Nominativo                                                                                     | Luogo       | Colpa                                                | Pena                                                                  |
| ------------------- | ---------------------------------------------------------------------------------------------- | ----------- | ---------------------------------------------------- | --------------------------------------------------------------------- |
| 22 marzo 1796       | Nicola Gentilucci                                                                              | Foligno     | Omicidio di un sacerdote e due frati                 | Impiccagione e squartamento                                           |
| 14 gennaio 1797     | Sabatino Caramina                                                                              |             | Omicidio                                             | Impiccagione                                                          |
| 28 marzo 1797       | Marco Rossi                                                                                    | Valentano   | Omicidio dello zio e del cugino                      | Mazzolatura e squartamento                                            |
| 7 agosto 1797       | Giacomo Dell'Ascensione                                                                        | Roma        | Molti furti con scasso                               | Impiccagione                                                          |
| 30 ottobre 1797     | Pacifico Sentinelli                                                                            | Jesi        | Omicidio del suo carceriere e della moglie di questi | Impiccagione                                                          |
| 18 gennaio 1800     | Gregorio Silvestri                                                                             | Roma        | Rivoluzionario accusato di sovversione               |                                                                       |
| 20 gennaio 1800     | Antonio Felici                                                                                 | Roma        |                                                      |                                                                       |
| 20 gennaio 1800     | Giovanni Antonio Marinucci                                                                     | Roma        |                                                      |                                                                       |
| 20 gennaio 1800     | Antonio Russo                                                                                  | Roma        | Grassazione                                          | Impiccagione                                                          |
| 22 gennaio 1800     | Pietro Zanelli                                                                                 | Roma, Ponte | Monetario falso                                      | Impiccagione                                                          |
| 22 gennaio 1800     | Francesco Gropaldi                                                                             | Roma, Ponte | Grassazione                                          | Impiccagione                                                          |
| 29 gennaio 1800     | Ottavio Cappello                                                                               | Roma, Ponte | Tentata rivoluzione con armi                         | Impiccagione                                                          |
| 1 febbraio 1800     | Alessandro d'Andrea                                                                            | Roma, Ponte | Furto di orologio                                    | Impiccagione                                                          |
| 6 maggio 1800       | Gioacchino Lucarelli, Luigi De Angelis, Lorenzo Robotti, Giovanni Rocchi, Antonio Mauro        | Roma        | Uccisione di un sacerdote e furto                    | Impiccagione e squartamento; i primi due corpi vennero anche bruciati |
| luglio 1800         | Bernardino Bernardi                                                                            | Roma        | Complice dei precedenti                              | Impiccagione e squartamento                                           |
| 19 gennaio 1801     | Giuseppe Zuccherini, Giuseppe Sfreddi, Giacomo D'Andrea                                        | Roma        | Omicidio, criminalità organizzata e furto            | Impiccagione                                                          |
| gennaio 1801        | Luigi Puerio, Ermenegildo Scani, Gaetano Lideri, Leonardo Ferranti                             | Roma        | Omicidi e criminalità organizzata                    | Impiccagione                                                          |
| settembre 1806      | Giuseppe Chiappa                                                                               | Macerata    | Omicidio del padre di un giovane per 50 scudi        | Mazzolato e squartato                                                 |
| marzo o maggio 1816 | Vincenzo Bellini, Pietro Celestini, Domenico Pascucci, Francesco Formichetti, Michele Galletti | Roma        | Grassazione (rapina alle diligenze)                  | Impiccagione e squartamento                                           |
| gennaio 1817        | Saverio Gattafoni                                                                              | Macerata    | Omicidio della moglie                                | Decapitazione                                                         |
| 19 maggio 1817      | Giovanni Francesco Trani, Felice Rocchi, Felice De Simoni                                      | Roma        |                                                      | Decapitazione                                                         |
| 14 giugno 1821      | Carlo Samuelli                                                                                 | Roma        | Grassazione                                          | Decapitazione                                                         |
| 14 giugno 1821      | Salvatore Torricelli                                                                           | Roma        | Grassazione                                          | Decapitazione                                                         |
| 23 novembre 1825    | Angelo Targhini e Leonida Montanari                                                            | Roma        | Tentato omicidio e cospirazione contro il papa       | Decapitazione                                                         |
| 7 maggio 1833       | Luigi Gambaccini d’Arcevia                                                                     | Ancona      | Grassazione                                          | Decapitazione                                                         |
| 19 agosto 1834      | Michele Bianchi                                                                                | Osimo       | Uxoricidio                                           | Decapitazione                                                         |
| 29 ottobre 1859     | Vincenzo Giovanni Battista Vendetta, detto Cencio                                              | Velletri    | Furto di immagine sacra e altri crimini              | Decapitazione                                                         |

## Mastro Titta nella letteratura

### La falsa autobiografia
Nel 1891 viene pubblicata Mastro Titta, il boia di Roma: memorie di un carnefice scritte da lui stesso, una falsa autobiografia di Mastro Titta che prende spunto dal taccuino di appunti effettivamente tenuto dal boia.

### Il sonetto del Belli

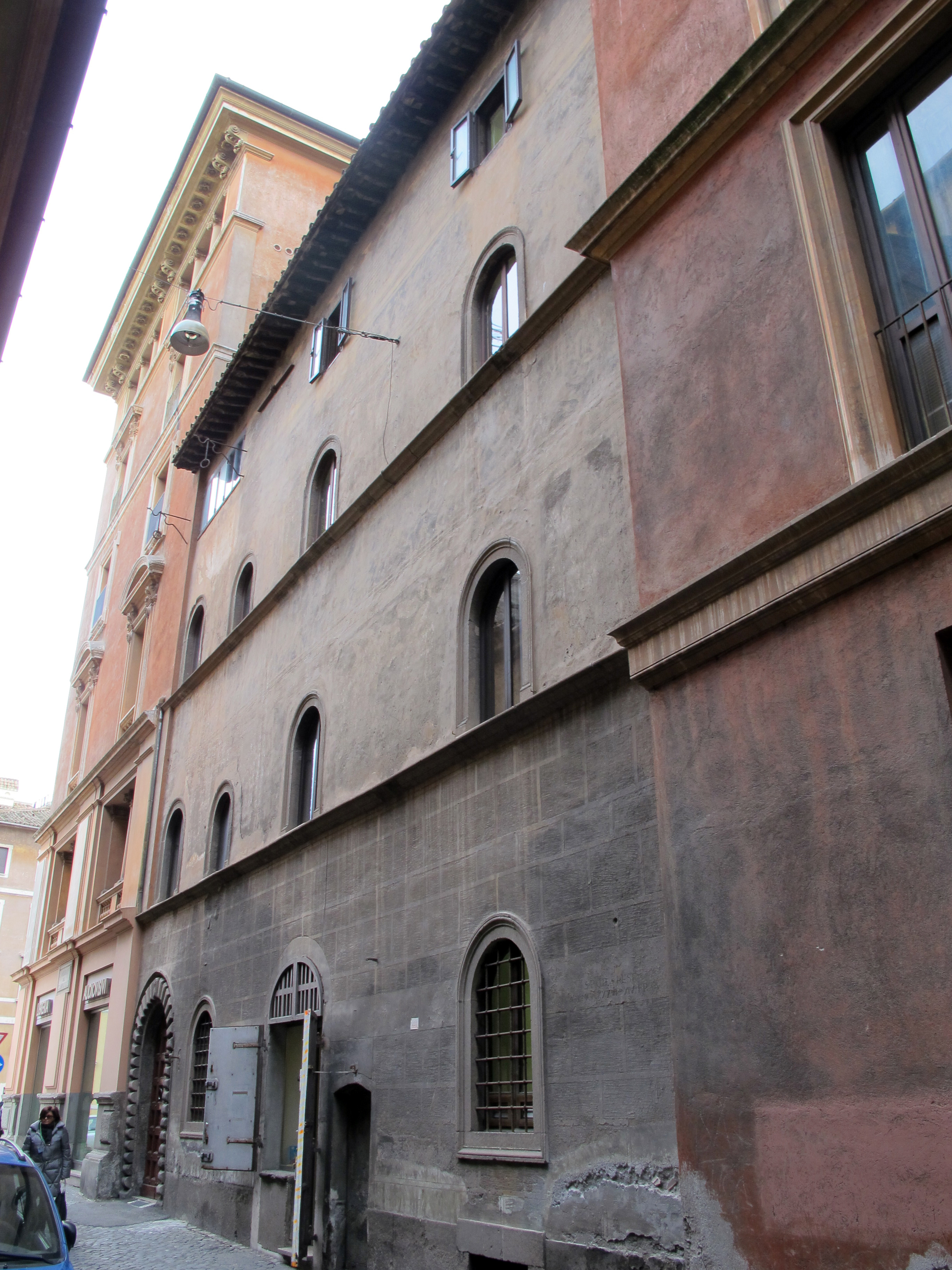
La casa di Mastro Titta a Roma

Giuseppe Gioachino Belli ha dedicato vari sonetti a Mastro Titta e alla figura del boia. Quello riportato qui è il n. 68, composto nel 1830. L'impiccagione di cui si narra è quella di Antonio Camardella, colpevole dell'uccisione del canonico e socio in affari Donato Morgigni; impiccagione eseguita nel 1749, ben prima della nascita del Bugatti. Il boia viene però ugualmente chiamato Mastro Titta, tanta era la fama che già ai tempi del Belli, il Bugatti, giunto appena a metà della sua ultrasessantennale carriera, godeva nello Stato Pontificio.
Un padre, imbattutosi col figlioletto nella pubblica impiccagione del Camardella, si adegua ad un'antica tradizione romanesca, mostrando al figlio a fini "educativi" la lugubre cerimonia ma colpendolo nel contempo con un sonoro ceffone, perché possa ricordarsi per sempre che nessuno può ritenersi migliore di un qualsiasi delinquente e che, se non si riga dritto, anche i migliori sono destinati alla stessa fine!
Er giorno che impiccòrno Gammardella
io m'èro propio allora accresimato.
Me pare mó, ch'er zàntolo a mmercato
me pagò un zartapicchio e 'na sciammèlla.
Mi' padre pijjò ppòi la carrettèlla,
ma pprima vòrze gòde l'impiccato:
e mme teneva in arto inarberato
discènno: «Va' la forca quant'è bbèlla!».
Tutt'a un tèmpo ar paziènte Mastro Titta
j'appoggiò un carcio in culo, e Ttata a mmene
un schiaffone a la guancia de mandritta.
«Pijja», me disse, «e aricòrdete bbène
che sta fine medema sce stà scritta
pe mmill'antri che ssò mmèjjo de tene».»
Il giorno che impiccarono il Camardella
io mi ero appena cresimato.
Mi sembra adesso, che il padrino al mercato
mi comprò un “saltapicchio” e una ciambella.
Mio padre prese poi la carozzella,
ma prima volle “godersi” l'impiccato:
e mi teneva in alto sollevato,
dicendo: «Guarda la forca quant'è bella!».
Tutt'a un tratto, al “paziente”, Mastro Titta
appioppò un calcio in culo, e il papà a me
uno schiaffone sulla guancia con la destra.
«Tieni!», mi disse, «e ricordati bene
che questa stessa fine sta già scritta
per mille altri che sono meglio di te».»
(Giuseppe Gioachino Belli, sonetto n. 68, Er ricordo, datato 29 settembre 1830)
Il Belli ha dedicato a Mastro Titta e al tema delle pene capitali eseguite in piazza anche i sonetti:
- La ggiustizzia ar Popolo, 8 dicembre 1834
- Er dilettante de Ponte, del 29 agosto 1835

### Rugantino
Una memorabile rappresentazione di Mastro Titta è anche nella commedia musicale Rugantino (1962) di Garinei e Giovannini, nella quale alla figura del boia si sostituisce quella di un bonario e paterno vinaio, riluttante all'esecuzione di un suo conoscente di antica data. Nelle prime due messe in scena, il ruolo fu interpretato da Aldo Fabrizi.
Paolo Stoppa interpreta il ruolo di Mastro Titta nell'omonimo film del 1973, per la regia di Pasquale Festa Campanile, con Adriano Celentano e Claudia Mori.

### Nell'anno del Signore
Mastro Titta compare anche nella pellicola Nell'anno del Signore di Luigi Magni, nella scena finale in cui taglia il collo ai due carbonari Targhini e Montanari, venendo definito da quest'ultimo "l'uomo più moderno di Roma".

### Tradizioni popolari
Nella tradizione popolare romanesca è celebre la leggenda che vorrebbe Mastro Titta, ormai divenuto un fantasma, passeggiare talvolta alle prime luci dell'alba, avvolto nel rosso mantello che usava quand'era in vita, nei luoghi delle esecuzioni, presso la chiesa di Santa Maria in Cosmedin, in Piazza del Popolo e in piazza di Ponte Sant’Angelo; si dice anche che talvolta offra una presa di tabacco a chi incontra, così come era solito fare con i condannati.